# Mottola
Mottola est une commune italienne de la province de Tarente, dans la région des Pouilles.

## Économie
Le territoire communal fait partie de la zone de production de la mozzarella di Gioia del Colle (AOP).

## Administration
| Période                                  | Période  | Identité            | Étiquette    | Qualité |
| ---------------------------------------- | -------- | ------------------- | ------------ | ------- |
| 31/05/2007                               | En cours | Avv. Giovanni Quero | Centre droit | avocat  |
| Les données manquantes sont à compléter. |          |                     |              |         |

### Communes limitrophes
Alberobello, Castellaneta, Gioia del Colle, Martina Franca, Massafra, Noci, Palagianello, Palagiano.